# Cabane du Grand Mountet
Ne pas confondre avec la cabane du Petit Mountet qui se situe plus bas dans la vallée de l'autre côté du glacier de Zinal.
La cabane du Grand Mountet, ou plus simplement cabane du Mountet, est un refuge de montagne des Alpes pennines dans le val d'Anniviers situé à 2 886 m d'altitude sur la rive droite du glacier de Zinal dans le canton du Valais, Suisse.

## Caractéristiques
La cabane est située dans la haute vallée de Zinal au-dessus du glacier de Zinal et à l'intérieur d'un cirque de montagne comportant d'imposants sommets enneigés de plus de 4 000 m dénommé « la couronne impériale ».
La cabane est la propriété de la section des Diablerets du Club alpin suisse (CAS).

## Histoire
Une première cabane d'une capacité de huit personnes est inaugurée le 22 juillet 1872. Cette cabane est remplacée le 3 septembre 1888 par un refuge plus grand (30 personnes) édifié au-dessus de cette première cabane. Des agrandissements ont eu lieu en 1943 et 1996.

## Accès
L'accès se fait en 4 h 30 à partir du village de Zinal.

## Ascensions
- Zinalrothorn - 4 221 m
- Obergabelhorn - 4 063 m
- Trifthorn - 3 728 m
- Pointe de Zinal - 3 777 m
- Le Mammouth - 3 219 m
- Mont Durand - 3 713 m
- Besso - 3 667 m
- Blanc de Moming - 3 661 m
- Grand Cornier - 3 961 mètres